# Asticta sexlinea
Asticta sexlinea là một loài bướm đêm trong họ Erebidae.